# Державний судновий реєстр України
Державний судновий реєстр України — державна база даних, до якої вносяться відомості про українські судна, технічний нагляд за якими здійснюють класифікаційні товариства.
Українські судна, що не підлягають реєстрації у Державному судновому реєстрі України, реєструються у Судновій книзі України.

## Загальні умови реєстрації
Судно може бути зареєстровано у Державному судновому реєстрі України тільки в одному морському порту України. Порт реєстрації судна може бути змінено за бажанням власника.
Реєстрація судна у Державному судновому реєстрі України засвідчується свідоцтвом про право плавання під Державним прапором України (судновий патент). За реєстрацію судна у Державному судновому реєстрі і будь-яких подальших змін стягується збір, ставки якого затверджені Мінтрансом.
З моменту реєстрації судна у Державному судновому реєстрі України всі раніше зроблені записи щодо цього судна в суднових реєстрах іноземних держав Україною не визнаються. Таким же чином Україною не визнається внесення судна України у судновий реєстр іноземної держави, якщо судно не виключено із суднового реєстру України.
Судно виключається із Державного суднового реєстру України у разі:
1. визнання судна непридатним для подальшої експлуатації і ремонту;
2. втрати судном права плавання під Державним прапором України;
3. загибелі судна або пропажі його безвісти.

Судно одержує право плавання під Державним прапором України з часу реєстрації його у Державному судновому реєстрі України або Судновій книзі України та свідоцтва про одержання права плавання під цим прапором.

## Правила реєстрації
Порядок ведення Державного суднового реєстру України і Суднової книги України затверджено Постановою Кабінету Міністрів України від 26 вересня 1997 р. N 1069.
Загальне керівництво та контроль за проведенням державної реєстрації суден (крім риболовних) здійснює Мінінфраструктури. Керівництво та контроль за реєстрацією і веденням обліку риболовних суден здійснюється Держрибагентством.
Державну реєстрацію суден в Україні здійснюють:
- морських суден — капітани морських портів;
- річкових суден та суден, що не підлягають нагляду класифікаційним товариством, — Укрморрічінспекція;
- риболовних суден, що не підлягають нагляду класифікаційним товариством, — Держрибагентство.

Реєстрації у Державному судновому реєстрі України підлягають:
1. пасажирські, наливні судна, судна, призначені для перевезень небезпечних вантажів, а також буксири незалежно від потужності головних двигунів і валової місткості;
2. самохідні судна, у тому числі риболовні, не зазначені вище, з потужністю головних двигунів 55 кВт і більше;
3. судна, не зазначені вище, валовою місткістю 80 одиниць і більше;
але за винятком:
  1. військових кораблів та суден;
  2. катерів, шлюпок та інших плавучих засобів, що належать будь-якому судну;
  3. спортивних суден;
  4. веслових суден без двигуна довжиною до 2,5 метра.

Термін реєстрації може бути постійним чи тимчасовим. Тимчасова реєстрація обмежується терміном дії договору фрахтування.
Після завершення реєстрації судновласнику видаються такі реєстраційні документи: свідоцтво на право плавання під Державним прапором України та свідоцтво про право власності на судно (останнє не видається у разі тимчасової реєстрації судна).
Відповідальність за збереження та ведення Державного суднового реєстру України покладається на капітана морського порту.

### Основні відомості, що вносяться до Державного суднового реєстру
- Назва судна
- Позивні судна
- Ідентифікаційний номер ІМО
- Призначення та тип судна. Район плавання
- Час та місце побудови судна
- Власник судна та його адреса
- Судновласник або фрахтувальник судна
- Організація, яка здійснює технічний нагляд (класифікаційний, конвенційний)
- Основні розміри
- Осадка до літньої вантажної марки
- Місткість (валова, чиста)
- Головні механізми
- Головні парові котли
- Вантажні трюми (танки)
- Рефрижераторні трюми
- Матеріал корпусу
- Кількість палуб
- Кількість водонепроникних переділок
- Кількість мачт
- Пасажиромісткість
- Екіпаж
- Заставні зобов'язання щодо судна